# 不饱和度
不饱和度（Degree of Unsaturation，DoU），又称缺氢指数（Index of Hydrogen Deficiency，IHD），是有机物分子不饱和程度的量化标志，通常用希腊字母 {\displaystyle \Omega \,}表示。此概念在推断有机化合物结构时很有用。

## 常见有机物结构的不饱和度
- 每個π鍵贡献1个不飽和度
- 单键对不饱和度不产生影响，因此烷烃的不饱和度是0（所有原子均已饱和）。
- 一个双键（如烯烃、亚胺、羰基化合物等）贡献1个不饱和度。
- 一个三键（如炔烃、腈等）贡献2个不饱和度。
- 一个环（如环烷烃）贡献1个不饱和度。环烯烃贡献2个不饱和度。
- 一个苯环贡献4个不饱和度。

例如：丙烯的不饱和度为1，乙炔的不饱和度为2，环己酮的不饱和度为2。

## 计算方法
有多种从分子式计算不饱和度的方法：
第一种方法
{\displaystyle \ \Omega ={\frac {2C+2-H}{2}}}。其中 {\displaystyle \ C} 和 {\displaystyle \ H} 分别是碳原子和氢原子的数目。这种方法适用于只含碳和氢的簡單化合物。
第二种方法
{\displaystyle \ \Omega =(n_{4}+1)+{\frac {n_{3}}{2}}-{\frac {n_{1}}{2}}}。其中 {\displaystyle \ n_{4}} 代表分子式中4價的原子数目（如碳、硅），{\displaystyle \ n_{3}}代表分子式中3價的原子数目（如氮、磷、硼、鋁），{\displaystyle \ n_{1}} 代表分子式中1價的原子数目（如氫、卤素），2價的原子（如氧、硫、铍、鎂）對不飽和度無影响。这种方法适用于含碳、氢、单价卤素、氮和氧的化合物。
第三种方法
{\displaystyle \ \Omega =1+{\frac {1}{2}}\sum n_{i}(v_{i}-2)}。其中 {\displaystyle \ v_{i}} 代表某元素的化合价，{\displaystyle \ n_{i}} 代表该种元素原子的数目，{\displaystyle \ \sum } 代表总和。这种方法适用于复杂的化合物。

## 应用
由分子式确定分子的结构的第一步。
例如：求分子式为C200H200的有机物中最多含多少个碳碳三键？
解：{\displaystyle \ \Omega =(n_{4}+1)+{\frac {n_{3}}{2}}-{\frac {n_{1}}{2}}={\frac {(2\times 200+2)-200}{2}}=101}
因为求最多，所以假设不饱和度全部由碳碳三键贡献
所以最多有 {\displaystyle {\frac {101}{2}}=50.5} ，下取整得50
所以最多含有50个碳碳三键